# Knipowitschia ephesi
Knipowitschia ephesi — вид риби з родини Gobiidae. Є ендеміком вод Туреччини. Мешкає в річках. Перебуває на межі зникнення. 